# São Vicente (Brazilië)
São Vicente (Portugees: Ilha de São Vicente), is een Braziliaans eiland in de Baai van Santos. Het eiland is bijna volledig verstedelijkt en is verdeeld tussen de steden São Vicente en Santos. Het eiland herbergt ongeveer 700.000 inwoners. São Vicente wordt gescheiden door een estuarium van het eiland Santo Amaro. 

## Beschrijving
Het eiland is erg verstedelijkt en hoewel slechts 39,4 km² van het eiland tot de stad Santos (271 km²) behoort woont het overgrote deel van de bevolking hier. De overige 18 km² behoort tot de stad São Vicente, de eerste Portugese nederzetting in het koloniale tijdperk. Het eiland is met enkele bruggen verbonden met het vasteland. De steden São Vicente en Santos vloeien niet in elkaar over maar worden gescheiden door een heuvel. 